# Julius Freund (Unternehmer)

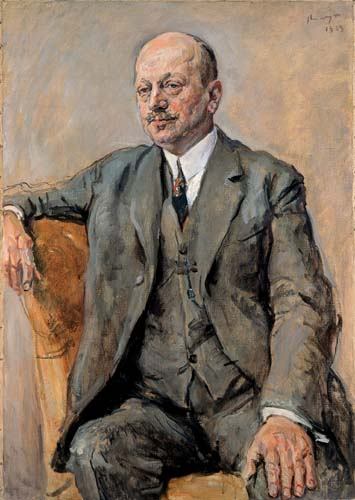
Max Slevogt:
Portrait Julius Freund, 1925

Julius Freund (* 18. April 1869 in Cottbus; † 11. März 1941 in Wigton, Borough of Allerdale, Vereinigtes Königreich) war ein deutscher Unternehmer und Kunstsammler.

## Leben
Der in Cottbus geborene Textilfabrikant Julius Freund lebte mit seiner Frau Clara, geborene Dresel, in Berlin. 1908 kam die Tochter Gisela zur Welt, die als Gisèle Freund eine bekannte Fotografin wurde. Die Tochter erinnerte sich später, obwohl beide Eltern aus dem Judentum stammten, habe die jüdische Religion in „ihrer Familie kaum eine Rolle gespielt“.
Julius Freund baute eine bedeutende Kunstsammlung auf, die überwiegend deutsche Malerei, Zeichnungen und Druckgrafik des 19. und 20. Jahrhunderts umfasste. 1929 initiierte Max Schlichting die Ausstellung „Hundert Jahre Berliner Kunst“ welche überwiegend aus der Sammlung von Julius Freund bestand.
1930 äußerte Freund gegenüber dem Schweizer Sammler Oskar Reinhart, er wolle seinen Hausstand in Berlin auflösen und seine Sammlung mit Werken der deutschen Romantik als Leihgabe an das Kunstmuseum Winterthur geben. Das Kunstmuseum zeigte jedoch wenig Interesse an der gesamten Sammlung und übernahm nur drei Gemälde und ein Aquarell von Carl Blechen. Möglicherweise in Folge der Weltwirtschaftskrise verkaufte er 1930/1931 mehrere Kunstwerke an Reinhart, darunter das bekannteste Werk der Sammlung, das seit 1920 Caspar David Friedrich zugeschriebene Gemälde Kreidefelsen auf Rügen, welches Freund wiederum angeblich 1903 im Berliner  Rudolph Lepke’s Kunst-Auctions-Haus als ein Werk von Carl Blechen erwarb. Teile seiner Kunstsammlung stellte er 1931 im Märkischen Museum in Berlin aus.
Von 1931 bis 1934 lebte der Sammler zusammen mit seiner Frau Clara in Italien. Von dort aus ließ er am 1. September 1933 seinen Kunstbesitz – bestehend aus 383 Gemälden, Zeichnungen und Radierungen – von Berlin ins Kunstmuseum Winterthur bringen. Insgesamt wurden 415 Kunstwerke der Sammlung Julius Freund in das Kunstmuseum Winterthur verbracht. Dort waren 1934 im Rahmen einer Adolph-von-Menzel-Ausstellung zahlreiche Werke aus dem Besitz von Julius Freund zu sehen. Als Leihgeber wurde „J.F., Meran“ genannt. Andere Kunstwerke wurden im Juni/Juli 1934 im Kunstmuseum Basel und im Mai/Juni 1940 in der Kunsthalle Bern gezeigt. Julius Freund kehrte mit seiner Frau 1934 nach Berlin zurück. Ihre Tochter hingegen war bereits 1933 nach Paris emigriert.
Trotz der zunehmenden Diskriminierung und Ausgrenzung der Juden in Deutschland blieben die Eheleute Freund bis kurz vor dem Zweiten Weltkrieg in Berlin. Am 18. Februar 1939 gelang Julius und Clara Freund die Ausreise nach Großbritannien. Der Reichsführer SS Heinrich Himmler ließ per 15. Oktober 1940 die Ausbürgerung der Eheleute Freund verfügen und ihren in Deutschland verbliebenen Besitz beschlagnahmen. Julius Freund starb 1941 in England.

## Verbleib der Sammlung Julius Freund
Clara Freund war aus finanziellen Gründen gezwungen, die in der Schweiz befindliche Kunstsammlung zu veräußern. Sie beauftragte den befreundeten Kunsthändler Fritz Nathan mit der Auflösung der Sammlung. Nachdem das Kunstmuseum Winterthur im August 1941 ein Selbstbildnis von Lovis Corinth erworben hatte, schenkte Clara Freund dem Museum 1942 die Zeichnung Felsiger Abhang mit Bäumen von Carl Blechen.
Am 21. März 1942 kam es zur Versteigerung der Sammlung Julius Freund in der Galerie Fischer in Luzern. Das Vorwort zum Auktionskatalog hatte die inzwischen in Buenos Aires lebende Tochter Gisela verfasst. Sie führte darin aus: „Mein Vater, Julius Freund, hat Jahrzehnte gesammelt und immer nur aus dem Gesichtspunkt des künstlerischen Wertes, nie in den Gedanken der geldlichen Verwertung“. An gleicher Stelle wird darauf hingewiesen, es sei zuvor die Absicht des Sammlers gewesen, „seinen künstlerischen Besitz ... einem Museum zu vermachen“. Bei diesem Museum könnte es sich um das Märkische Museum in Berlin gehandelt haben. Der Katalog umfasste größere Werkgruppen von Fritz Boehle, Carl Blechen, Daniel Chodowiecki, Lovis Corinth, Caspar David Friedrich, Theodor Hosemann, Käthe Kollwitz, Franz Krüger, Max Liebermann, Hans von Marées, Adolph von Menzel, Max Slevogt, Hans Thoma und Heinrich Zille, sowie weitere Arbeiten von Künstlern wie Theodor Alt, Albert Brendel, Ludwig Buchhorn, Carl Gustav Carus, Johan Christian Clausen Dahl, Anselm Feuerbach, Eduard Gaertner, Carl Graeb, Jakob Philipp Hackert, Karl Hagemeister, Johann Peter Hasenclever, Willy Jaeckel, Friedrich Kallmorgen, Max Klinger, Gerhard von Kügelgen, Wilhelm Leibl, Walter Leistikow, Friedrich Eduard Meyerheim, Paul Friedrich Meyerheim, Friedrich von Olivier, Ludwig Richter, Johann Gottfried Schadow, Karl Friedrich Schinkel, Franz Skarbina, Carl Steffeck, Wilhelm Trübner, Lesser Ury und Anton von Werner. Nur zwei Arbeiten stammten von nichtdeutschen Künstlern. Dabei handelte es sich um Bilder der Belgier Jean-Baptiste Madou und Léon Mignon.
Vor allem in Deutschland gab es großes Interesse an den Kunstwerken des 19. Jahrhunderts aus der Sammlung Freund. Hans Posse, Sonderbeauftragter Hitlers für das in Linz geplante so genannte „Führermuseum“, schrieb am 11. Februar 1942 an Hitlers Vertrauten Martin Bormann über die Sammlung Freund, sie enthalte „ausgezeichnete deutsche Romantiker (vor allem C. D. Friedrich) und viele Meister des frühen 19. Jahrhunderts wie Krüger ... Es dürfte eine der letzten Gelegenheiten sein, um die Periode der deutschen Malerei der 1. Hälfte des 19. Jahrhunderts auszubauen.“ Trotz der knappen Devisen des Deutschen Reiches erwarb Posse aus der Sammlung Freund für das so genannte „Führermuseum“ 113 Gemälde und Zeichnungen im Wert von 62.581,80 Franken. Während die Gemälde nach dem Krieg zumeist in den Besitz der Bundesrepublik Deutschland übergingen, kamen die 94 Grafiken vom Depot Schloss Weesenstein aus, als so genannte Beutekunst in die Sowjetunion.
Darüber hinaus kauften auch Schweizer Sammler und Museen auf der Versteigerung der Sammlung Freund. So erwarb das Kupferstichkabinett des Kunstmuseums Basel sieben Zeichnungen von Blechen, Kollwitz, Liebermann, Marées und Menzel. Das Kunsthaus Zürich kaufte ebenfalls acht Zeichnungen aus der Sammlung. Der Zürcher Sammler Emil Georg Bührle kaufte aus der Auktion Werke von Blechen, Carus, Gustav Adolf Friedrich, Hosemann, Krüger, Menzel und Slevogt. Der Sammler Oskar Reinhart erwarb noch vor der Auktion ein Bildnis Caspar David Friedrich von Gerhard von Kügelgen direkt von Fritz Nathan.
Erst mit der Washingtoner Erklärung von 1998 konnten die Erben die Restitution einiger Kunstwerke erreichen. So wurden 2005 drei Gemälde von Carl Blechen und ein Aquarell von Anselm Feuerbach, die zuvor als Leihgabe der Bundesrepublik Deutschland in verschiedenen Museen hingen, an die Erben restituiert. Das Aquarell Das Begräbnis des Hofnarren von Anselm Feuerbach befand sich zuvor im Historischen Museum der Pfalz in Speyer, Blechens Gemälde Schlafender Faun im Schilf im Wallraf-Richartz-Museum in Köln, das Gemälde Mühle im Tal (auch Mühle in der Sächsischen Schweiz) im Kurpfälzischen Museum der Stadt Heidelberg und Romantische Landschaft mit Ruine (auch Morgendämmerung – Ruine) im Westfälischen Landesmuseum Münster. Das zwischenzeitlich in LWL-Museum für Kunst und Kultur umbenannte Museum in Münster konnte Blechens Gemälde 2010 von den Erben zurückerwerben.

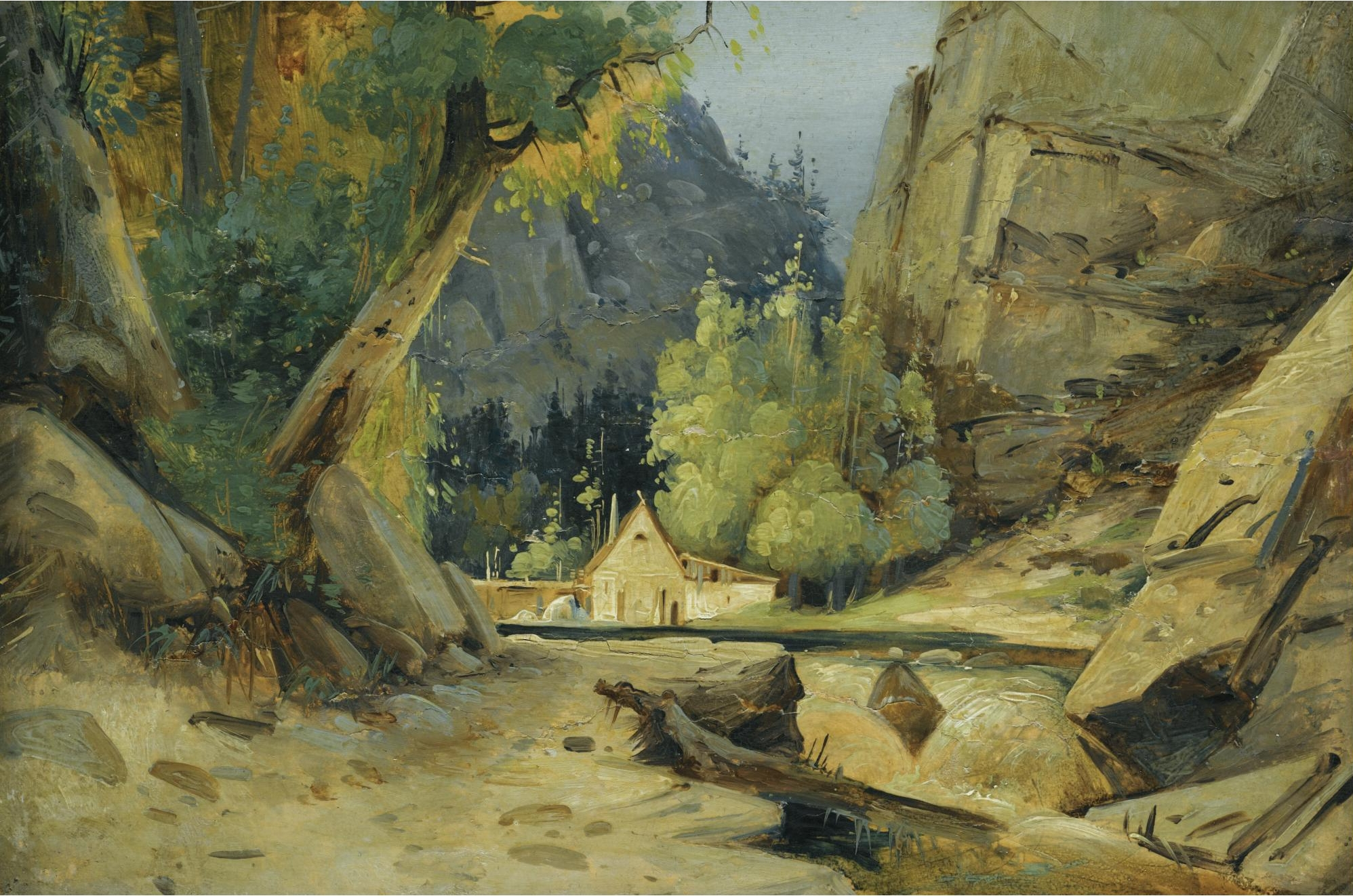
Carl Blechen: Mühle im Tal
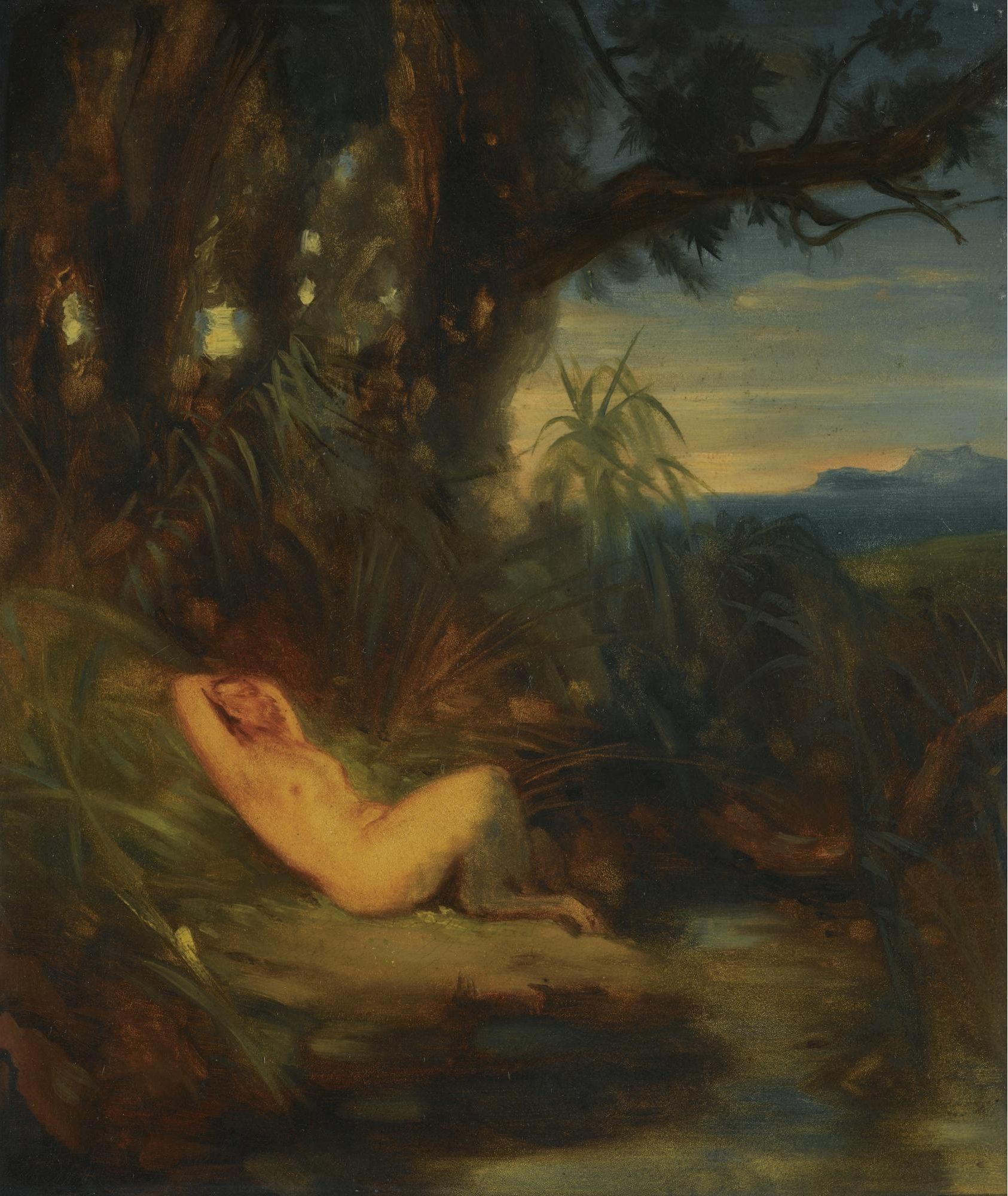
Carl Blechen: Schlafender Faun im Schilf
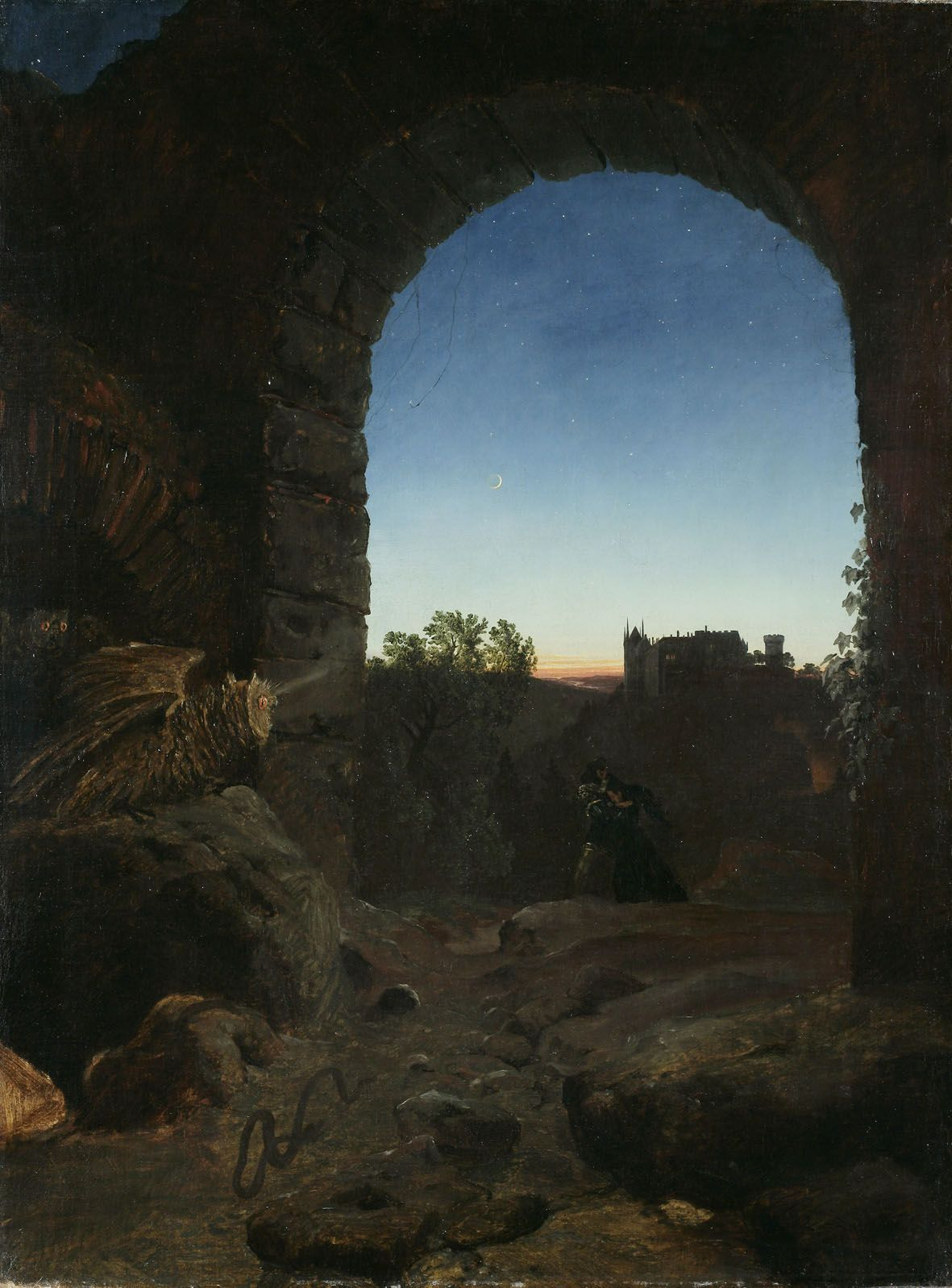
Carl Blechen: Romantische Landschaft mit Ruine